# 奥東仮乗降場

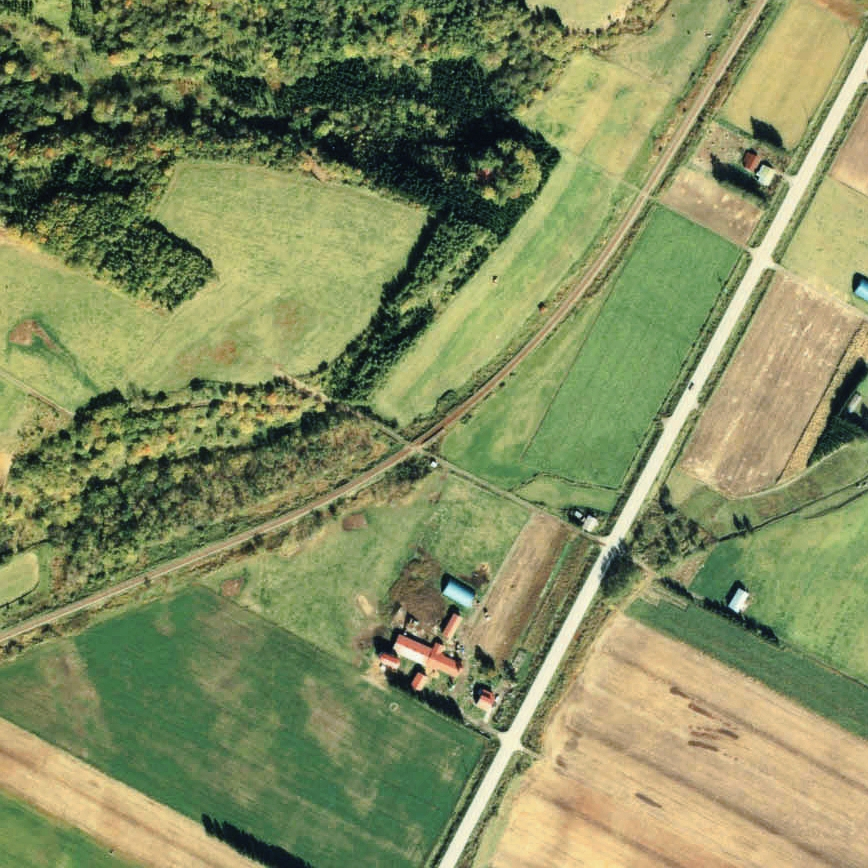
1978年の奥東仮乗降場と周囲約500m範囲。左下が北見滝ノ上方面。奥東集落の中心からは少し離れた位置にあり、北見滝ノ上側に踏切と待合室を持つ。

奥東仮乗降場（おくとうかりじょうこうじょう）は、北海道紋別市上渚滑町奥東にかつて置かれていた、日本国有鉄道（国鉄）渚滑線の仮乗降場（廃駅）である。渚滑線の廃線に伴い、1985年（昭和60年）4月1日に廃止された。

## 歴史
1955年（昭和30年）12月25日に名寄本線・渚滑線・興浜南線でレールバスの運行が開始されると同時に、利用者の利便を図って増設された仮乗降場に出自を持つ駅である。

### 年表
- 1955年（昭和30年）12月25日 - 日本国有鉄道渚滑線の上渚滑駅 - 滝ノ下駅間に、奥東仮乗降場（局設定）として開業[1]。
- 1985年（昭和60年）4月1日 - 渚滑線の全線廃止に伴い、営業を停止、廃駅となる[1]。

## 駅構造
単式ホーム1面1線を有する地上駅（無人駅）であり、廃止時まで仮乗降場であった。

## 駅名の由来
当仮乗降場が所在した地名より。

## 駅周辺
- 国道273号（渚滑国道）
- 渚滑川
- 立牛川
- 北紋バス「奥東」停留所

## 駅跡・周辺
現在、駅跡には鉄道関連の施設は何も残っておらず、農地化されている。

## 隣の駅
日本国有鉄道
渚滑線
上渚滑駅 - 奥東仮乗降場 - 滝ノ下駅